# خرمنج
خرمنج یا فضل آباد روستایی در دهستان کرغند بخش نیمبلوک شهرستان قائنات استان خراسان جنوبی ایران است. بر پایه سرشماری عمومی نفوس و مسکن در سال ۱۳۹۰ جمعیت این روستا ۳۶۹ نفر (در ۱۰۵ خانوار) بوده‌است.